# Hideaki Hagino
Hideaki Hagino (født 20. januar 1973) er en tidligere japansk fodboldspiller.
Han har spillet for flere forskellige klubber i sin karriere, herunder Sanfrecce Hiroshima.